# Жанто (озеро)
Жанто́ (фр. Lac Gentau) — озеро у Франції.
Озеро розташоване у французьких Піренеях на висоті 1947 м над рівнем моря.
Максимальна глибина становить 20 м. Площа поверхні 0,093 км². Популярний туристичний об'єкт.